# Lynn Family Stadium
Il Lynn Family Stadium è un impianto calcistico statunitense ubicato a Louisville, nel Kentucky. Inaugurato nel 2020, lo stadio deve il suo nome ad un accordo per i diritti di denominazione preso poco dopo l’inizio della sua costruzione, nel 2018, con Mark Lynn, il direttore di un’azienda locale.
La struttura ha una capienza di 11 700 posti a sedere, 15 304 se si considerano anche i posti "in piedi". Dalla sua apertura ospita le partite casalinghe del Louisville City, squadra di USL Championship, seconda serie di calcio statunitense, e dal 2021 anche quelle del Racing Louisville della National Women's Soccer League (NWSL).

## Storia

### La costruzione

#### Pianificazione e finanziamento
Il Louisville City venne fondato nel 2014 come rimpiazzo dell’Orlando City, squadra trasferitasi nella Major League Soccer (MLS), lasciando così un posto vacante nella USL Pro (in seguito rinominata USL Championship). La squadra iniziò a giocare nel 2015 al Louisville Slugger Field, uno stadio di baseball delle leghe minori, ma subito manifestava l’interesse per la costruzione di uno stadio dedicato e progettato esclusivamente per il calcio, visto che stava già raggiungendo importanti traguardi di affluenza. Come parte dell’accordo quinquennale condiviso con il Louisville Slugger Field, il club finanziò alcune opere di ristrutturazione minori, e versava anche un canone d’affitto di 5 000 dollari a partita. Nella stagione inaugurale, il club registrò una media di oltre 6 000 spettatori a partita, classificandosi al secondo posto per affluenza tra le squadre della USL. Ciò nonostante, in qualità di inquilino secondario dello Slugger Field, il club ebbe diversi costi imprevisti, i quali non gli permisero di generare ricavi sufficienti.
Nell’agosto 2015 iniziarono delle trattative concrete con il sindaco Greg Fischer per la costruzione di un nuovo stadio, mentre il club valutava anche la possibilità di presentare una candidatura per un posto in MLS. Wayne Estopinal, il proprietario originario della squadra, ed il consigliere cittadino Dan Johnson, proposero un sito a Champions Park, un’ex country club situato vicino al centro, per uno stadio inizialmente da 10 000 posti, espandibile a 20 000 in caso di approdo in MLS. A gennaio 2016, l’amministrazione cittadina annunciò che avrebbe svolto uno studio di fattibilità e finanziamento per il nuovo stadio, esaminando quattro possibili siti in città. Lo studio, conclusosi ad agosto, raccomandava uno stadio da 10 000 posti che fosse costato tra i 30 e i 50 milioni di dollari, a seconda del bilanciamento tra fondi pubblici e privati, ma non specificava possibili ubicazioni. A settembre 2016 il club nominò John Neace presidente e amministratore operativo, con l’obiettivo prioritario di pianificare la realizzazione dello stadio. In un’intervista concessa al Courier-Journal nel mese di dicembre, Neace rivelò che il club aveva già iniziato ad acquistare proprietà nel sito designato e stava negoziando una partnership pubblico-privata per il finanziamento del progetto.
Nel gennaio 2017, il club incaricò lo studio HOK come architetto per il progetto, che avrebbe incluso anche uffici e spazi commerciali. Il 12 aprile 2017 il Louisville City annunciò la costruzione di uno stadio da 10.000 posti su un’area industriale di 40 acri (circa 16 ettari) nel quartiere di Butchertown, nella zona est di Louisville. Il costo totale del complesso dello stadio era stimato a circa 200 milioni di dollari, e ci sarebbe stato anche un supporto finanziario anche del governo statale. A settembre dello stesso anno, il sindaco Fischer annunciò un finanziamento di 30 milioni di dollari da parte della città per proseguire con l’acquisto dei terreni necessari e per interventi infrastrutturali nell’area. Il mese successivo, il consiglio cittadino (Metro Council) approvò il piano, e venne presentata anche una richiesta di Tax Increment Financing (TIF), un metodo di finanziamento pubblico statale utilizzato negli Stati Uniti, presentata al governo statale per lo sviluppo dell’area attorno al complesso.
L’acquisizione dei quattro lotti che compongono il sito dello stadio venne ultimata nel novembre 2018, per un costo complessivo di 24,1 milioni di dollari. La proposta di TIF fu approvata nel maggio 2018, consentendo un finanziamento pari a 21,7 milioni, distribuiti su un periodo di vent’anni, e che potevano essere utilizzati solamente all’interno di un distretto speciale istituito dall’Autorità Finanziaria per lo Sviluppo Economico del Kentucky. All’inizio della pianificazione, il club venne criticato da un membro del consiglio cittadino per aver sgomberato un grande accampamento di senzatetto che si trovava sul sito destinato allo stadio nel febbraio 2018; in risposta, la società donò dei fondi ad un’organizzazione di supporto per i senzatetto, perché questa ospitasse temporaneamente le persone sfollate in degli alberghi per due mesi.

#### Progettazione e costruzione

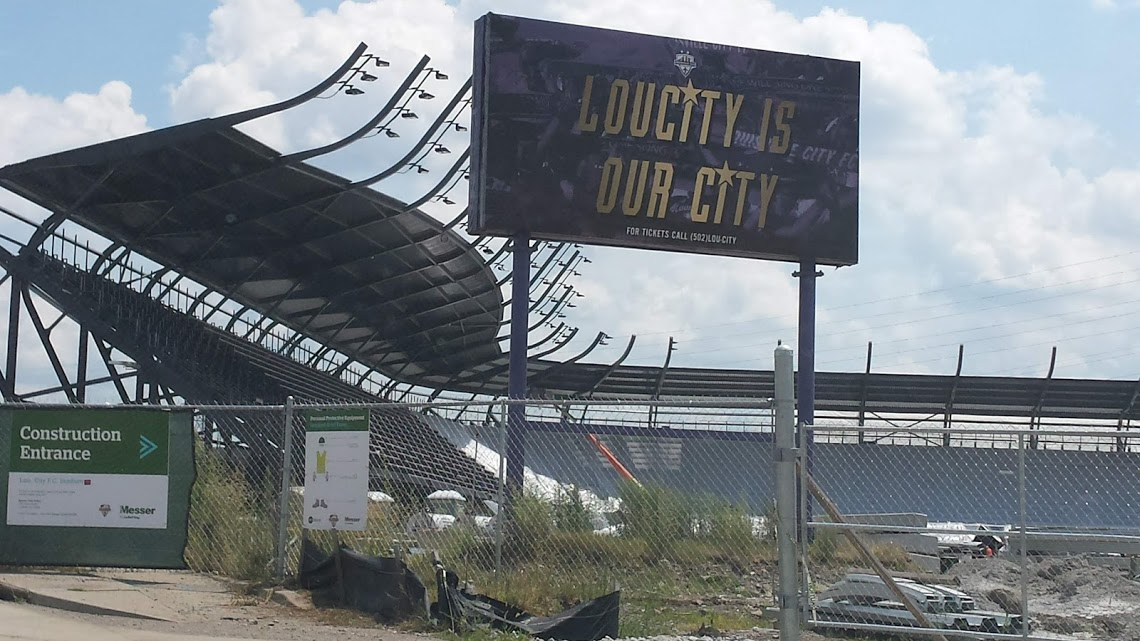
Lo stadio durante i lavori nel 2019.

L’impianto è stato progettato dallo studio HOK, che trasse ispirazione da altri impianti esistenti, tra cui il PayPal Park di San Jose (California), il Rio Tinto Stadium di Sandy (Utah) e la Little Caesars Arena di Detroit (Michigan). La facciata esterna della copertura fu disegnata in modo da richiamare l’aspetto di una botte di bourbon, in omaggio alla tradizione locale. L’intero progetto venne pensato per offrire una visuale ottimale agli spettatori, ma anche per valorizzare il paesaggio urbano visto dall’esterno.
Nella sua configurazione standard, il Lynn Family Stadium dispone di 11.700 posti a sedere, un’area “Premier Club” con 250 posti riservati e 18 suite di lusso. La capacità complessiva dell’impianto è di 15.304 spettatori, includendo un settore “safe standing” dedicato ai gruppi di tifosi organizzati, ed è predisposto per un’eventuale espansione fino a 20.000 posti. Le tribune circondano il campo su tre lati, lasciando aperto il lato occidentale, orientato verso i ponti che collegano il centro di Louisville attraverso il fiume Ohio. Su questo lato aperto è installato un maxischermo di 12,2 × 22,1 metri (40 × 72,5 piedi), realizzato da Daktronics, che è uno degli otto schermi digitali presenti all’interno dell’impianto.
Il terreno di gioco originale era in gramigna rossa dell’Indiana, e mantenuto grazie a un sistema di riscaldamento sottostante. Inizialmente, la frequente necessità di sostituire il manto erboso portò all’introduzione di lampade a crescita artificiale, utilizzate per supportare una nuova miscela di gramigna rossa e segale.
La cerimonia ufficiale per l’inizio dei lavori si svolse il 28 giugno 2018, con la presenza dei proprietari del club, del governatore del Kentucky Matt Bevin e del sindaco di Louisville Greg Fischer. Il costo inizialmente stimato per la costruzione era di 45 milioni di dollari, ma quando iniziò la costruzione la cifra era salita a 60-65 milioni. L’appalto per la costruzione fu assegnato, nel novembre 2018, a una joint venture tra Messer Construction e Harmon Construction.
A maggio 2019, la struttura della copertura era già completata per due terzi, mentre i livelli inferiori dello stadio erano già stati ultimati. Le parti in acciaio vennero terminate a luglio, permettendo l’avvio dei lavori per il manto erboso, posato a settembre. I lavori di costruzione si conclusero all’inizio di marzo, con una cerimonia ufficiale di consegna durante la quale la proprietà del club, Soccer Holdings LLC, prese possesso dell’impianto.

#### Contratti e diritti di denominazione
Il 5 agosto 2019, il Louisville City annunciò che il nuovo stadio si sarebbe chiamato Lynn Family Stadium, in onore del dott. Mark e Cindy Lynn, che avevano acquistato i diritti di denominazione per dieci anni ad una somma non resa pubblica. Il dottor Lynn, optometrista, era titolare della filiale di Louisville della catena nazionale di ottica Visionworks. I Lynn avevano già sostenuto finanziariamente l’Università di Louisville per la costruzione di uno stadio universitario di calcio intitolato Dr. Mark & Cindy Lynn Stadium, inaugurato nel 2014 e progettato da Wayne Estopinal.
In omaggio al dottor Lynn e alla sua professione, i riflettori sul tetto dello stadio, che si attivano con giochi di luce multicolore dopo ogni gol, sono stati progettati per richiamare la forma di ciglia.
La gestione operativa dello stadio è affidata alla società AEG Facilities.

### Calcio

#### Louisville City
Inizialmente l’inaugurazione del Lynn Family Stadium era prevista per l’11 aprile 2020, con una partita di USL Championship tra Louisville City e Birmingham Legion, ed era in programma anche un match di U.S. Open Cup il 7 aprile, tuttavia, entrambi gli eventi sono stati annullati a causa della sospensione del campionato e l’annullamento dell’edizione 2020 della Lamar Hunt U.S. Open Cup, come annunciato a marzo 2020 per via della pandemia di COVID-19. L’apertura dello stadio venne quindi posticipata al 12 luglio 2020, con una partita contro i Pittsburgh Riverhounds, disputata con capienza limitata al 30%, pari a circa 4.600 spettatori.
Durante la regular season 2021, la squadra ottenne un record casalingo di 10 vittorie, 1 pareggio e 1 sconfitta.

#### Racing Louisville (Calcio femminile)

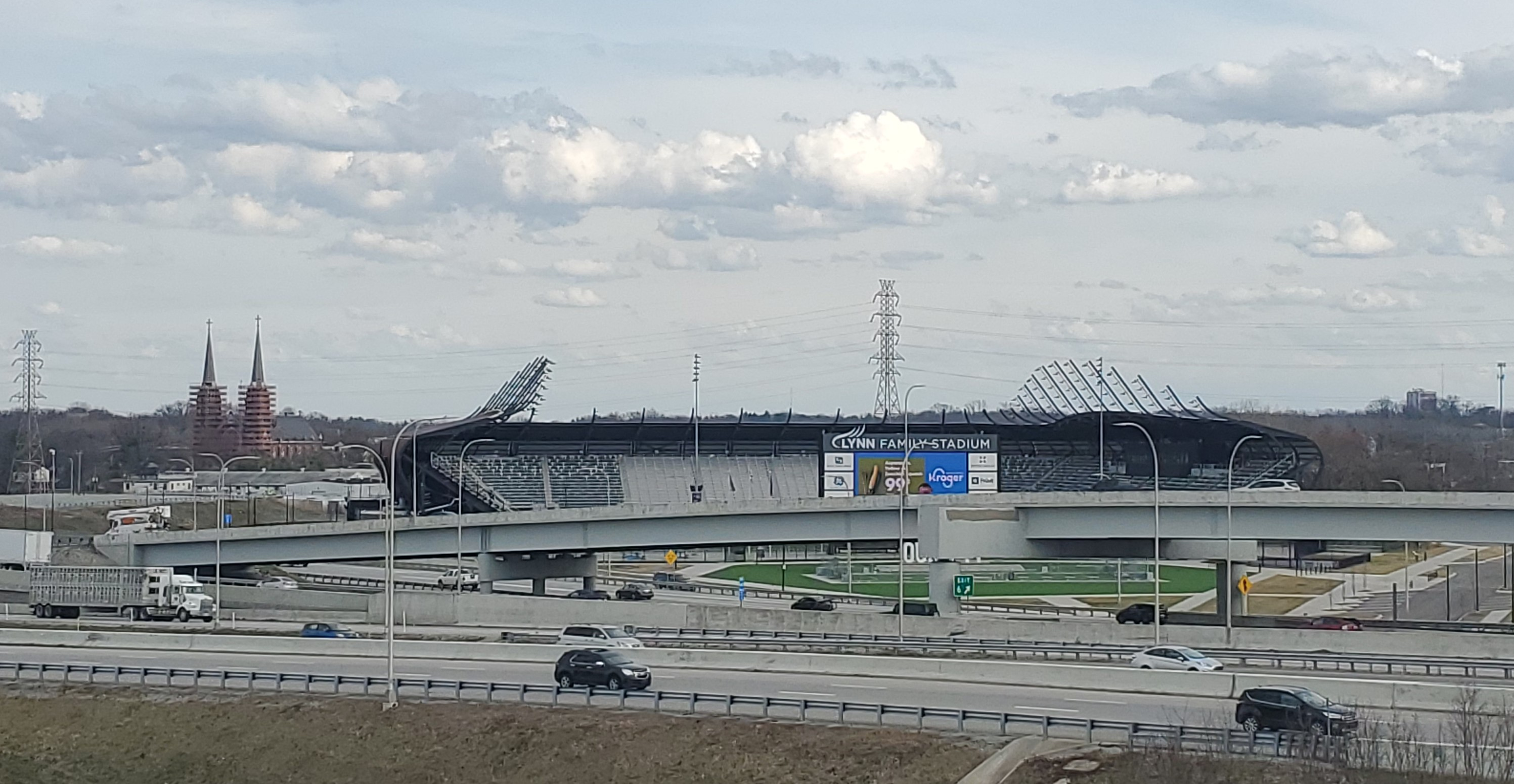
Il Lynn Family Stadium visto dal Big Four Bridge nel 2021.

Nell’ottobre 2019, la National Women's Soccer League (NWSL) assegnò una delle nuove franchigie d'espansione a Louisville, successivamente denominata Racing Louisville Football Club, con esordio previsto al Lynn Family Stadium nella stagione 2021. Lo stadio ha poi ospitato, il 21 novembre dello stesso anno, la finale del campionato, dopo che l'incontro era stato spostato dal Providence Park di Portland.
Il 30 ottobre 2024, il Lynn Family Stadium ha ospitato la sua prima amichevole della Nazionale femminile degli Stati Uniti, disputata contro la Nazionale femminile dell'Argentina. Gli Stati Uniti si sono imposti per 3-0 davanti a un pubblico di 13 543 spettatori, registrando il tutto esaurito. Per l’occasione, Emma Sears del Racing Louisville è partita titolare.

### Musica
Il primo concerto del Lynn Family Stadium si tenne l'8 maggio 2022, con l'esibizione di Janet Jackson. Per l'occasione, vennero installati un palco e un'area pavimentata temporanea progettata per proteggere il manto erboso sottostante.